# ¿Dónde bailarán las niñas?
¿Dónde bailarán las niñas? è il quarto album di Ximena Sariñana pubblicato nel 2019.

## Il disco
La produzione è di Ximena Sariñana e Juan Pablo Vega

## Brani
L'edizione del disco pubblicata in spagnolo, contiene 11 tracce.
1. ¿Qué Tiene? – 2:57 (testo: Ximena Sariñana – musica: Ximena Sariñana)
2. No Sé (con Girl Ultra) – 3:38 (testo: Ximena Sariñana, Juan Pablo Vega, Feid, Jowan, Girl Ultra, Mosty, Rolo & Wain – musica: Ximena Sariñana, Juan Pablo Vega, Feid, Jowan, Girl Ultra, Mosty, Rolo & Wain)
3. Si Tú Te Vas – 3:08 (testo: Ximena Sariñana, Andrés Torres & Mauricio Rengifo – musica: Ximena Sariñana, Andrés Torres & Mauricio Rengifo)
4. Pueblo Abandonado (con Francisca Valenzuela) – 3:35 (testo: Ximena Sariñana, Francisca Valenzuela & Áureo Baqueiro – musica: Ximena Sariñana, Francisca Valenzuela & Áureo Baqueiro)
5. Que Seas Tú – 3:31 (testo: Ximena Sariñana & Andrés Cabas – musica: Ximena Sariñana & Andrés Cabas)
6. Lo Bailado – 2:53 (testo: Ximena Sariñana, Juan Pablo Vega, Feid, Jowan, Mosty, Rolo & Wain – musica: Ximena Sariñana, Juan Pablo Vega, Feid, Jowan, Mosty, Rolo & Wain)
7. Todo En Mi Vida – 3:24 (testo: Ximena Sariñana, Andrés Torres & Mauricio Rengifo – musica: Ximena Sariñana, Andrés Torres & Mauricio Rengifo)
8. Fácil De Amar (con Iza) – 4:16 (testo: Ximena Sariñana & IZA – musica: Ximena Sariñana & IZA)
9. Fuego – 4:23 (testo: Ximena Sariñana & Juan Pablo Vega – musica: Ximena Sariñana & Juan Pablo Vega)
10. Cobarde – 3:34 (testo: Ximena Sariñana, Andrés Torres & Mauricio Rengifo – musica: Ximena Sariñana, Andrés Torres & Mauricio Rengifo)
11. Huracán – 6:19 (testo: Ximena Sariñana, Juan Pablo Vega, Feid, Jowan, Mosty, Rolo & Wain – musica: Ximena Sariñana, Juan Pablo Vega, Feid, Jowan, Mosty, Rolo & Wain)

Durata totale: 41:38

## Premi e nomination
| Anno | Album                      | Premi                 | Categoria                 | Risultato |
| ---- | -------------------------- | --------------------- | ------------------------- | --------- |
| 2019 | ¿Dónde bailarán las niñas? | MTV Millennial Awards | Miglior artista messicana | Nominato  |
| 2019 | ¿Dónde bailarán las niñas? | MTV Millennial Awards | Video dell'anno           | Nominato  |